# Браун, Томпсон
Томпсон С. Браун (1807, Браунвилл, штат Нью-Йорк — 30 января 1855, Неаполь, Италия) — американский инженер.

## Биография
Томпсон С. Браун родился в 1807 году в Браунвилле, штат Нью-Йорк (США).
Окончил военную академию в США. В 1825—1836 годах находился на военной службе, занимаясь инженерным обеспечением фортификационных сооружений, гаваней и дорог.
Затем вышел в отставку, в чине майора, и в 1836—1838 годах занимал должность главного инженера на строительстве железной дороги Буффало — Эри, затем (1838—1842 годах) на западном участке дороги Нью-Йорк — Эри, и наконец в 1842—1849 годах был главным инженером строительства всей дороги Нью-Йорк — Эри.
В 1849 году был приглашён в Россию в качестве главного консультанта строительства Николаевской железной дороги на место скончавшегося Джорджа Уистлера.
Он завершил строительство: официальное открытие дороги состоялось 1 ноября 1851 года.